# Samostan sv. Petra, Beaulieu-sur-Dordogne
Nekdanja samostanska cerkev sv. Petra (francosko Abbaye Saint-Pierre de Beaulieu-sur-Dordogne) v Beaulieu-sur-Dordogne s svojim romanskim timpanonom je ena najimpresivnejših srednjeveških sakralnih stavb v jugozahodni Franciji.

## Lega
Danes stoji cerkev sv. Petra sredi kraja Beaulieu-sur-Dordogne, ki se je skozi stoletja razvilo okoli nekdanjega samostana, na eni od številnih stranskih cest severno od dejanske Jakobove poti (Via Podiensis).

## Zgodovina gradnje
Prvi samostan Beaulieu je v 9. stoletju ustanovil nadškof Raoul de Bourges na zemljišču, ki so ga dali na voljo vikonti Turenne; vikonti so samostan v naslednjih letih opremili z relikvijami sv. Primoža in Felicijana ter sv. Felicitas. Benediktinci iz samostana Solignac so bili prvi menihi. V 11. stoletju so bili nenehni spori med družino Turenne in gospodi Castelnau, ki so bili takrat opati. Zaradi prepirov in z njimi povezanega propadanja se je samostan proti koncu 11. stoletja pridružil reformnemu gibanju Cluniac in imel nato veliko koristi od vedno večje množice romarjev v Santiago de Compostela, čeprav ni bil na nobeni od glavnih romarskih poti. V začetku 12. stoletja so se odločili zgraditi novo samostansko cerkev, ki je bila od vsega začetka zasnovana kot romarska cerkev s svojim kornim obhodom. Stavba cerkve je bila večinoma dokončana proti koncu stoletja, vendar so bile posamezne predelave in dozidave (npr. zahodni stolp) izvedene pozneje.
V 16. stoletju, v času hugenotskih vojn, so se samostanske navade že precej zrahljale, samostan pa je bil tudi z gospodarskega vidika uničen. Samostan se je pridružil kongregaciji St-Maur. Prenovili so ga po redovnem molitvenem in delovnem pravilu (ora et labora) ter obnovili delno porušene stavbe in objekte. Med francosko revolucijo so bili redovniki izgnani in samostan razpuščen. Nekdanja samostanska cerkev je ohranjena kot župnijska cerkev Beaulieu.

## Arhitektura
Druga samostanska cerkev Beaulieu je triladijska bazilika s transeptom, ambulantorijem in radialnimi kapelami. Kapele so bile zgrajene tudi na vzhodni strani transepta, tako da so imeli redovniki in romarji poleg glavnega oltarja za maševanje na voljo skupno pet kapel in pripadajočih oltarjev.

### Cerkvena ladja
Oboki vseh treh ladij so približno enako visoki, tako da lahko govorimo tudi o dvoranski cerkvi. Glavna ladja je banjasto obokana s pasastimi loki, stranski ladji sta križno obokani. Nad velikimi arkadnimi loki glavne ladje so majhne dvojne arkade, o galerijski coni ali triforiju pa še ne moremo govoriti. Križišče je nekoliko dvignjeno in osvetljeno skozi majhne okenske odprtine; zapira ga kupolasti obok. Visoki kapiteli kažejo pretežno rastlinski okras.

### Zahodna fasada
Tako kot pri mnogih cerkvah v južni Franciji tudi v Beaulieuju zasnova zahodne fasade ni bila posebej pomembna. Trojni zamaknjeni portalni pas - brez timpanona - tvori pritličje; nad tem so tri enako velika okna z več stebrnimi obrobami in pripadajočimi arhivoltami. Zgornji pas tvorijo tri velika okna, zamaknjena po višini, v katerih šilastih lokih so že gotski risani elementi. Fasada se zaključuje s stopničastim zatrepom, ki pa je bil verjetno prizidan šele v 19. stoletju. Na splošno pušča zahodna fasada nedokončan vtis.

### Zvonik
Zvonik (clocher), v vogalih okrepljen s podporniki, a brez vezja, je bil prizidan šele v 14. stoletju, torej v gotskem obdobju, kar je razvidno iz številnih šilastih lokov. Postavljen je bil leta 1556 in je kasneje služil kot stražni in obrambni stolp.

### Južno preddverje in timpanon
Nasprotno pa južna veranda, zgrajena okoli leta 1130/40, s skoraj edinstvenim programom figur priča o velikem tehničnem in umetniškem mojstrstvu kamnosekov: ogromen timpanon (širina pribl. 5,80 m; višina pribl. 4,30 m) podprt s stebrom trumeau v sredini; tu bi lahko stal bestiarijski steber, kot v Moissacu ali prej v Souillacu. Rozete v prekladi najdemo tudi v Moissacu, ki je praviloma datiran le nekaj let prej in so ga morda celo izdelali isti kamnoseki.
Dejanska tema timpanona je nejasna: na prvi pogled se morda zdi, da gre za eno od mnogih upodobitev Poslednje sodbe, vendar manjkata tako nadangel [[sveti Mihael|Mihael]g, ki običajno tehta duše, kot ločitev odrešenih in prekletih. Vsi vstali so usmerjeni h Kristusu, ki nima nobene drže sodnika; namesto tega je prikazan sedeči na prestolu in z iztegnjenimi rokami, kar je treba razumeti kot sklicevanje na njegovo smrt na križu in na njegovo vseobsegajočo, univerzalno zahtevo po moči. Za njim angeli nosijo križ in druga orodja trpljenja (Arma Christi); te stvari je treba razumeti kot kazalce na trpljenje in smrt na križu in običajno dajejo Kristusu pooblastilo za izvajanje njegovega sojenja. Tu pa se zdi, da je tema timpanona predstavitev Kristusa kot veličastva na dan vstajenja - zato se od zgoraj približuje angel z osmerokotno krono kot nadaljnji znak njegove kraljevske moči.
Sama več kot 2 m visoka Kristusova figura je – po srednjeveškem pomenskem standardu – najpomembnejša figura v celotni kulisi in vsekakor priča o anatomskih spoznanjih in opazovanjih. Je edina figura v strogem frontalnem pogledu in edina figura, ki gleda iz timpanona v svet ali je v očesnem stiku z gledalcem. Ob njegovih straneh angeli oglašajo fanfare vstajenja mrtvih, ki se pojavljajo iz svojih sarkofagov spodaj. Večinoma prekrižane noge dvanajstih apostolov levo in desno od Kristusa, ki počivajo na valovitih oblakih, so značilnost toulouške kiparske šole 12. stoletja. Dva apostola sta med seboj sorodstveno povezana - tako je v izjemno živahni celotni sliki več manjših skupin.
Preklada (linteau) je razdeljena na dva registra, v zgornjem se pojavijo štiri [[himera|himere]g s pasjimi ali ptičjimi glavami, od katerih bosta zunanji dve zadajali peklenske muke prekletcem ali jih požrle. Podpirata jih drugi dve pošasti, ki na podoben način uporabljata svoje repe, od katerih imajo nekateri tudi glave. V spodnjem registru se na ozadju več listnih rozet razprostirajo druga hibridna bitja, vključno s sedemglavo pošastjo iz apokalipse in štiriglavo kačo. Vse himere niso statične, temveč prikazane v gibanju, kar poudarja živahnost celotne kulise. Nazobčani portalni steber prikazuje več atlantidskih figur, ki se prav tako razlagajo kot Saraceni.
Zdi se, da je bila izboklina notranjega arhivolta na več mestih namenoma prelomljena, saj deli upodobitev v timpanonu štrlijo v te reže. Sicer pa so arhivolte - drugače kot v sosednjem Poitouju ali v severni Franciji - brez figurativnega okrasja.
Oblečene figure so močno preperele ali poškodovane od romarjev in drugih človeških vplivov. Poleg apostolov Petra (levo) in Pavla (desno), zavetnikov Clunyja, sta tu še Daniel v levjem brlogu (levo) in Kristusova skušnjava (desno).

### Kor
Lepo zamaknjen kor s petimi enako velikimi kapelami se zaključuje z majhnim osmerokotnim stolpom nad križnim kvadratom, ki je stoletja služil kot zvonik. Možno je, da so bili pri načrtovanju in kompoziciji kornega dela odločilni burgundski in/ali avergnatski vzor.

### Samostan
Nekdanje stavbe samostana so bile porušene v času revolucije; kamni so bili prodani. Čase je preživel le 6-delni kapitelj iz 13. stoletja, ki so ga menihi uporabljali za posvetovanje o posvetnih zadevah (poraba sredstev, delitev samostanskega dela, gradbena in popravljalna dela itd.). Prikazuje obok iz neprofiliranih reber, ki - brez vmesnih kapitelov - navidezno rastejo iz dveh opečnih stebrov ali stranskih sten.